# مطار مايا مايا
مطار مايا مايا الدولي (إياتا: BZV، إيكاو: FCBB) هو مطار يخدم برازافيل عاصمة جمهورية الكونغو.

## شركات الطيران

### الركاب
| شركـات طيـران           | الوجهات                                                          |
| ----------------------- | ---------------------------------------------------------------- |
| Afrijet                 | مطار ليون مبا الدولي                                             |
| إير كوت ديفوار          | مطار أبيدجان الدولي، مطار كوتوكا الدولي، مطار ليون مبا الدولي    |
| الخطوط الجوية الفرنسية  | مطار باريس شارل ديغول                                            |
| أسكاي                   | مطار ندجيلي، مطار لومي                                           |
| Canadian Airways Congo  | Impfondo، Ouesso، مطار بوانت نوار                                |
| سيبا إنتركونتيننتال     | مطار مالابو                                                      |
| الخطوط الجوية الإثيوبية | مطار أديس أبابا بولي الدولي                                      |
| الخطوط الجوية الكينية   | مطار كواترو دي فيفيريرو، مطار جومو كينياتا الدولي                |
| الموريتانية للطيران     | مطار باماكو موديبو كيتا الدولي، مطار كوتونو، مطار نواكشوط الدولي |
| الخطوط الملكية المغربية | مطار محمد الخامس الدولي                                          |
| الخطوط الجوية الرواندية | مطار كوتونو، مطار دوالا الدولي، مطار كيغالي الدولي               |
| الخطوط الجوية الأنغولية | مطار كواترو دي فيفيريرو                                          |
| ترانس إير الكونغو       | مطار دوالا الدولي، مطار ليون مبا الدولي، مطار بوانت نوار         |

### الشحن
| شركـات طيـران           | الوجهات                                       |
| ----------------------- | --------------------------------------------- |
| الخطوط الجوية الفرنسية  | مطار بانغي مبوكو الدولي                       |
| كارغولوكس               | مطار لوكسمبورغ                                |
| الاتحاد للطيران         | مطار أبو ظبي الدولي، مطار مورتالا محمد الدولي |
| الخطوط الجوية الإثيوبية | مطار أديس أبابا بولي الدولي                   |